# Dimorphanthera amplifolia
Dimorphanthera amplifolia là một loài thực vật có hoa trong họ Thạch nam. Loài này được (F.Muell.) P.F.Stevens mô tả khoa học đầu tiên năm 1974.